# Luce (tramonti a nord est)
Luce (tramonti a nord est) è un singolo della cantante italiana Elisa, pubblicata il 6 marzo 2001 come quarto e ultimo estratto dal secondo album in studio Asile's World.
Il brano ha vinto il Festival di Sanremo 2001 e detiene il record imbattuto di canzone più premiata del festival con sei riconoscimenti, tra cui il Premio della Critica "Mia Martini". Grazie al brano ha ottenuto anche un Italian Music Awards e due premi italiani della musica.
Il brano è considerato dalla critica specializzata un classico della cultura musicale italiana del nuovo millennio e tra i migliori della storia del Festival di Sanremo, venendo inserita in numerose pubblicazioni e liste, tra cui Rolling Stone Italia, Panorama, TV Sorrisi e Canzoni e Rockol.
Tradotta dalla cantante con Zucchero Fornaciari, il brano originariamente scritto in inglese è stato pubblicato in Europa con il titolo Come Speak to Me  e in lingua spagnola con il titolo Háblame nel 2003. Il brano è stato inoltre inserito nella colonna sonora del film Come Dio comanda diretto da Gabriele Salvatores.

## Descrizione
Il brano, risalente alla primavera del 2000, fu scritto da Elisa in inglese col titolo Come Speak to Me (Vieni a parlarmi). Successivamente la cantautrice tradusse il testo in italiano con l'aiuto di Zucchero Fornaciari, il quale scrisse una parte del ritornello, precisamente l'inciso: "Siamo nella stessa lacrima" per partecipare all'edizione 2001 del Festival di Sanremo, divenendo la prima canzone pubblicata in italiano da Elisa nella propria carriera. In un'intervista postuma a Rockol la cantante ha raccontato l'incontro con Zucchero e il significato del brano:
(Elisa Toffoli)
In un'intervista per i vent'anni dalla pubblicazione di Luce rilasciata a Rolling Stone Italia, Elisa ha parlato del processo creativo messo in atto a Sanremo per l'esecuzione del brano:
(Elisa Toffoli)
Secondo quanto dichiarato dalla cantautrice, anche sua madre partecipò alla traduzione, ma non figura tra gli autori perché non iscritta alla SIAE. Il sottotitolo della canzone, "Tramonti a nord est", è probabilmente un riferimento alla natìa Monfalcone (vengono menzionati, per l'appunto, "i tramonti della sua terra").

## Promozione
Il singolo, contenente tutte e tre le tracce aggiunte alla seconda edizione dell'album, uscì nei negozi di dischi in concomitanza con la partecipazione al Festival di Sanremo 2001.
Non esiste un promo radiofonico del singolo, ma fu pubblicata un'edizione promozionale in vinile per jukebox contenente anche la canzone Stai con me (Forever) dei Gazosa, anche loro partecipanti al Festival e vincitori della categoria Nuove proposte. Successivamente il singolo è stato pubblicato anche in formato digitale.
Le due versioni della canzone, in lingua inglese e italiana, furono incluse nella nuova edizione dell'album Asile's World pubblicata in occasione del Festival. La versione inglese venne pubblicata anche in gran parte dell'Europa e in altri stati del mondo tra il 2002 e il 2003; in particolare, in Spagna fu pubblicata col testo tradotto in spagnolo e dal titolo Háblame (Parlami); è la prima delle attuali uniche due canzoni di Elisa tradotte in spagnolo.

## Accoglienza
Luce (tramonti a nord est) è stato accolto in maniera positiva da parte della critica specializzata, venendo considerato tra i migliori della carriera della cantante, oltre che un classico della cultura musicale italiana del nuovo millennio. TV Sorrisi e Canzoni ha inserito il brano nella lista delle migliori canzoni pop italiane degli anni 2000. La rivista Panorama ha inserito il brano nella lista delle 100 Canzoni italiane più belle del ventunesimo secolo, mentre Rolling Stone Italia ha posizionato il brano al 18º posto tra le 20 canzoni italiane più belle del millennio.
Franco Zanetti di Rockol recensendo il brano riporta che «Elisa fu davvero una novità imponente per il pop nostrano» poiché con Luce (tramonti a nord est) «porta un vento di novità: traduce in suoni accessibili alcuni stilemi dell’elettropop atmosferico e livido, [...] con il pregio di non sacrificare nulla in termini di melodia ed emotività», attraverso «una nube acustica di grande suggestione». Zanetti inoltre scrive che nel testo adotti «un trionfo di naturalismo che filtra la condizione fragile di una relazione che ha interrotto la comunicazione», associandoli ai brani di Mogol e Zucchero, concludendo che «l’ipnotica ripetizione di “ascoltami” nel finale, in cui la voce pare incantarsi, [...] fino a risuonare con l’aria e con gli echi del paesaggio, per chiudersi su un cambio repentino e folgorante, [...] che parla di coscienze da interrogare, prospettive da ribaltare e voci da non coprire più».
Il brano è considerato dalla critica tra i migliori della storia del Festival di Sanremo; Ondarock ha inserito Luce (tramonti a nord est) alla 18ª posizione nella lista generale dei Brani preferiti di Sanremo, mentre Carlo Massarini della medesima rivista lo ha posto alla 2ª posizione della propria. Panorama ha classificato la canzone alla 1ª posizione fra Le 30 canzoni più belle di sempre del Festival.
La canzone è stata apprezzata anche dagli ascoltatori, venendo scelta come migliore del decennio 2001-2010 dai lettori di Rockol. In un sondaggio indetto dal sito HitParadeItalia.it il brano si è piazzato al terzo posto tra i cento migliori brani usciti negli anni duemila. Secondo un altro sondaggio, indetto da Il Secolo XIX, il brano è stato eletto come il migliore, sia fra i brani che hanno vinto Sanremo nel decennio 2000-2009, sia tra tutti i vincitori della storia del Festival.

## Il video
Il video, ambientato in un bosco, fu diretto da Luca Guadagnino poco distante dal luogo natale della stessa Elisa e vede la partecipazione dell'attore Giorgio Pasotti, con il quale la cantante si rincorre e ha un coreografico scontro fisico esibendo alcune mosse di wushu, un'arte marziale cinese. La prima versione, inizialmente e provvisoriamente trasmessa del video (sempre diretta da Luca Guadagnino), vedeva i due in una lunga scena d'amore. La cantante voleva che nel video fosse mostrato, come dice il testo della canzone, il sole al tramonto come si vede dalla sua zona d'origine, come effettivamente si vede nella versione definitiva del video.

## Riconoscimenti

Elisa posa per i fotografi sul palco del Teatro Ariston dopo la vittoria di Luce (tramonti a nord est) al Festival di Sanremo 2001

Luce (tramonti a nord est) detiene il record imbattuto di canzone più premiata nell'intera storia del Festival di Sanremo. Nell'edizione 2001 che lo vide in gara, infatti, il brano ottenne sei riconoscimenti: oltre a trionfare nella categoria Campioni, vinse anche il premio della Critica Mia Martini, il premio Volare per la miglior interpretazione, il premio della Sala Stampa Radio e TV, il premio Autori e il premio alla miglior interprete del Festival; quest'ultimo fu un riconoscimento della Giuria di Qualità, istituito per volontà del presidente della stessa, Gino Paoli, appositamente per Elisa.
Si è inoltre aggiudicato il 12º posto fra i singoli più venduti in Italia nel 2001, conquistando il disco d'oro per le oltre 30 000 copie vendute. Nello stesso anno guadagna un Italian Music Awards come miglior singolo per Luce (tramonti a nord est), miglior interprete femminile e miglior composizione musicale.
Al Premio italiano della musica del 2002 Elisa rivecette candidature in due categorie, in entrambe le quali si rivelò vincitrice: miglior singolo e canzone dell'anno, con Luce (tramonti a nord est), e miglior artista femminile del 2001.
Nel 2011 il brano ottiene la Targa Strada del Festival di Sanremo, targa assegnata a ciascuna canzone vincitrice del Festival che ne riporta il titolo e l'interprete, situata nella passeggiata di via Matteotti a Sanremo, rinominata Walk of Fame sanremese.
Nel 2020 partecipa al concorso radiofonico I Love My Radio, a cui hanno preso parte in totale 45 canzoni.

## Tracce
CDS 300 357 2, download digitale
1. Luce (tramonti a nord est) - 4:24 - (E. Toffoli, A. Fornaciari - E. Toffoli)
2. Come Speak to Me - 4:23 - (E. Toffoli)
3. Asile's World (Bedroom Rockers Remix) - 3:39 - (E. Toffoli - E. Toffoli, L. Bafunno)

7" promo INS 031
A1. Luce (tramonti a nord est) - 4:24 - (E. Toffoli, A. Fornaciari - E. Toffoli)

B1. Stai con me (Forever) - 3:33 - (S. Borzi, E. Caterini, S. Nasuti)

## Successo commerciale
A un mese dalla pubblicazione si aggiudicò il disco d'oro per le 30 000 copie vendute, rimanendo al vertice della classifica dei singoli più venduti per quattro settimane consecutive. È stato frequentemente trasmesso in radio, raggiungendo la posizione numero 1 della classifica radiofonica italiana. Nel 2018, a 17 anni dalla pubblicazione, guadagna un secondo disco d'oro per le oltre 25mila copie vendute, conteggiate da FIMI a partire dal 2009.

## Classifiche

### Classifiche settimanali
Classifiche settimanali fanno riferimento a Luce (tramonti a nord ovest), Come Speak to Me e Háblame
| Classifica (2001)           | Posizione massima |
| --------------------------- | ----------------- |
| Belgio (Fiandre) (airplay)  | 8                 |
| Belgio (Vallonia) (airplay) | 12                |
| Europa                      | 18                |
| Italia                      | 1                 |
| Paesi Bassi                 | 91                |
| Spagna                      | 12                |
| Svizzera                    | 70                |

### Classifiche di fine anno
| Classifica (2001) | Posizione |
| ----------------- | --------- |
| Italia            | 10        |

## Come Speak to Me
Il singolo di Come Speak to Me fu pubblicato internazionalmente tra l'estate del 2002 e il 2003 come primo brano estratto dall'album Elisa. Nel Regno Unito è uscito il 23 settembre 2002.
Esiste in molte versioni per i vari mercati (almeno quattro singoli e sei promo) che contengono versioni remix inedite, ma non quella originale. Le versioni pubblicate in Spagna contengono la versione inedita cantata in spagnolo.
La versione presente nel video è stata realizzata dal produttore svedese Martin Terefe (Jason Mraz, James Morrison, KT Tunstall, Craig David tra gli altri) e dal produttore statunitense Michael Brauer (Natalie Imbruglia, The Fray, Leonard Cohen, Coldplay, KT Tunstall, Bob Dylan tra le produzioni più recenti). I singoli contengono inoltre remix realizzati dai Deep Dish e dai 4hero.

### Video musicale
Per il lancio europeo fu girato un nuovo video nel 2002 da Philippe André nel deserto di Toledo, sia per la versione inglese che per quella spagnola della canzone. Il video di Come Speak to Me esiste in due versioni leggermente differenti nelle inquadrature, che contengono le due versioni della canzone realizzate da Martin Terefe e Michael Brauer (hanno una durata differente). Il video di Háblame è uguale alla versione lunga di quello in inglese, ma anche qui c'è una leggera differenza di durata.
Il video mostra Elisa e un uomo che, dopo un incidente stradale, cercano di farsi dare un passaggio dalle automobili che passano per il deserto. Alla fine del video l'uomo sale su una macchina che si è fermata, mentre Elisa resta sola.

### Tracce
Tutte le tracce sono di Elisa Toffoli, eccetto dove indicato.

### Singoli
CD 672 870 1
1. Come Speak to Me (Martin Terefe / Michael Brauer Radio Edit Mix) - 3:28
2. Come Speak to Me (4 Hero Radio Edit) - 3:49

CD 672 870 2
1. Come Speak to Me (Martin Terefe / Michael Brauer Radio Edit Mix) - 3:28
2. Come Speak to Me (Martin Terefe / Michael Brauer Mix) - 4:20
3. Come Speak to Me (4 Hero Radio Edit) - 3:49
4. Come Speak to Me (Deep Dish Summer Breeze Remix) - 11:36
5. Luce (Come Speak to Me Italian Version) - 4:24 - (E. Toffoli, Zucchero Fornaciari - E. Toffoli)

CD 672 966 2 (Spagna)
1. Come Speak to Me (Martin Terefe / Michael Brauer Radio Edit Mix) - 3:28
2. Háblame (Martin Terefe / Michael Brauer Mix) - 4:20
3. Come Speak to Me (4 Hero Radio Edit) - 3:49
4. Come Speak to Me (Deep Dish Summer Breeze Remix) - 11:36

12" 672 870 2 (UK)
A1. Come Speak to Me (Deep Dish Summer Breeze Remix) - 11:36

A2. Come Speak to Me (Deep Dish Summer Breeze Dubstrumental) - 11:38

B1. Come Speak to Me (4 Hero Remix Vocal) - 4:58

B2. Come Speak to Me (4 Hero Remix Instrumental) - 4:58
CD XPCD 2705 (UK)
1. Come Speak to Me (Martin Terefe / Michael Brauer Radio Edit Mix) - 3:28
2. Come Speak to Me (4 Hero Radio Edit) - 3:49

CD XPCD 2739 (UK)
1. Come Speak to Me (Martin Terefe / Michael Brauer Radio Edit Mix) - 3:28
2. Come Speak to Me (4 Hero Radio Edit) - 3:49
3. Come Speak to Me (Deep Dish Summer Breeze Remix) - 11:36

CD SAMPCS 117 621 (EU)
1. Come Speak to Me (Martin Terefe / Michael Brauer Radio Edit Mix) - 3:28

CD SAMPCS 118 461 (Spagna)
1. Háblame (Martin Terefe / Michael Brauer Mix) - 4:20
2. Come Speak to Me (Martin Terefe / Michael Brauer Radio Edit Mix) - 3:28

10" XPR 3609 (UK)
A1. Come Speak to Me (4 Hero Remix Vocal) - 4:58

B1. Come Speak to Me (4 Hero Remix Instrumental) - 4:58
12" XPR 3608 (UK)
A1. Come Speak to Me (Deep Dish Summer Breeze Remix) - 11:36

B1. Come Speak to Me (Deep Dish Summer Breeze Dubstrumental) - 11:38

## Cover di Rancore
Luce (tramonti a nord est) è la cover del brano realizzata dal rapper Rancore con la partecipazione del gruppo musicale La Rappresentante di Lista, pubblicato come singolo il 7 febbraio 2020 dall'etichetta Polydor Records in collaborazione con Universal Music.
Il brano conserva il ritornello originale, cantato da Veronica Lucchesi de La Rappresentante di Lista, mentre le strofe sono state riscritte e rappate da Rancore. La produzione è stata curata da Dardust.
Questa nuova versione di Luce (tramonti a nord est) è stata presentata ed eseguita durante la terza serata del Festival di Sanremo 2020, dedicata alle cover; per l'occasione, Rancore e La Rappresentante di Lista sono stati accompagnati da Dardust al pianoforte.

### Tracce
1. Luce (tramonti a nord est) – 3:37 (Elisa Toffoli, Zucchero Fornaciari, Tarek Iurcich)

## Altre cover
- Mango in Acchiappanuvole (2008)
- Raphael Gualazzi in Happy Mistake (2014)[47]
- Michele Zarrillo in Vivere e rinascere (2017)
- Zucchero Fornaciari in Discover (2021) (con Elisa)[48]
- Blue Radio Orchestra in SanRemo Story Vol. 3 (2022)

## Uso in altri media
La canzone viene citata nel romanzo Come Dio comanda di Niccolò Ammaniti ed è presente nell'omonima trasposizione cinematografica diretta da Gabriele Salvatores.